# Riga (rivista)
Riga è una rivista i cui numeri, a uscita irregolare, sono monografici su autori letterari e artistici del XX secolo.
Fondata e diretta da Marco Belpoliti e Elio Grazioli, si avvale di redazioni e curatori specifici per ogni numero. All'interno di ogni numero, a parte un'antologia di articoli storici, talvolta rari e recuperati con impegno filologico, e a parte gli studi espressamente richiesti e forniti, si pubblicano testi inediti dell'autore preso in esame. Chiude ogni numero uno o più interventi grafici o fotografici di artisti legati all'autore o ispirati da lui.
Dal 2008 la rivista è formalmente una collana di libri, anche se non ha interrotto la serie di numeri. Come recita uno slogan sul sito della rivista monografica, si tratta di "Quasi un'enciclopedia della cultura del nostro secolo". Dal n. 39 è passata dalle edizioni Marcos y Marcos alle edizioni Quodlibet.

## Elenco dei numeri
- 1: Alberto Giacometti, a cura di Marco Belpoliti, Elio Grazioli e Claudio Fontana (1991)

Nel ventennale della scomparsa, scritti, interviste, articoli e ricordi, tra l'altro, di Michel Butor, Francis Ponge, Jean-Paul Sartre, Jean Genet, Yves Bonnefoy, Jean Starobinski.
- 2: Leggere e scrivere, a cura di Marco Belpoliti e Claudio Fontana (1991)

Indagini intorno all'attività letteraria con interventi, tra altri, di Péter Esterházy, Gianni Celati, Carlo Sini, Michel Serres, Giorgio Messori e Peter Bichsel.
- 3: Nanni Valentini, a cura di Marco Belpoliti ed Elio Grazioli (1992)

Numero speciale sull'artista, con suoi scritti inediti, interviste e articoli di Giuliano Scabia, Nanni Cagnone, Massimo Cacciari, Umberto Galimberti, Salvatore Natoli, Roberto Sanesi e altri.
- 4: Georges Perec, a cura di Andrea Borsari (1993)

Recensioni di oggetti e comportamenti, e altri testi inediti e interviste con saggi e interventi su di lui (tra gli altri, di Valerio Magrelli, Jean Duvignaud, Paul Virilio, Luigi Ghirri, Italo Calvino ecc.)
- 5: Marcel Duchamp, a cura di Elio Grazioli (1993)

Testi e dichiarazioni dell'artista con studi classici (come quelli di Octavio Paz o Michel Leiris) e studi nuovi.
- 6: Antonio Delfini, a cura di Andrea Palazzi e Marco Belpoliti (1994)

Racconti, appunti, manifesti e poesie, dichiarazioni e conversazioni, inediti, tra cui un epistolario 1927-1953 con Mario Pannunzio.
- 7: Witold Gombrowicz, a cura di Francesco M. Cataluccio (1994)

Cronologia della vita, racconti, note di viaggio in Italia, conversazioni e due epistolari (con Jean Dubuffet e con Bruno Schulz), oltre a saggi e interventi su di lui (tra gli altri di Czesław Miłosz, Milan Kundera, Cesare Segre, Ingeborg Bachmann e Alberto Arbasino).
- 8: Italia, a cura di Marco Belpoliti e Elio Grazioli (1995)

Uno scambio di lettere tra i curatori e giovani artisti, scrittori, teatranti e saggisti per interrogarsi sul senso corrente dell'arte e della vita.
- 9: Italo Calvino: Enciclopedia: arte, scienza e letteratura, a cura di Marco Belpoliti (1996)

Ripresa di suoi testi a prova della sua visione sulla letteratura italiana quale espressione di tipo enciclopedico e cosmologico, oltre a interventi e saggi (tra cui vecchi articoli di Edoardo Sanguineti, Eugenio Montale, John Updike, Gore Vidal ecc. e nuovi studi).
- 10: Nodi, a cura di Marco Belpoliti e Jean-Michel Kantor (1996)

Incroci di testi con poesie (da René Char a Valerio Magrelli, a Antonio Moresco ecc.) e saggi (da Mircea Eliade a Corrado Bologna a Andrea Tagliapietra ecc.)
- 11: Alberto Giacometti, a cura di Marco Belpoliti e Elio Grazioli (1997)

Testi e conversazioni dell'artista con saggi (tra gli altri di Jean-Paul Sartre, Francis Ponge, Louis Aragon ecc.)
- 12: Pablo Picasso, a cura di Elio Grazioli (1996)

Testi e conversazioni da classici come Max Jacob, Guillaume Apollinaire, Paul Éluard, Rainer Maria Rilke, André Frénaud e alcuni più recenti.
- 13: Primo Levi, a cura di Marco Belpoliti (1997)

Riconsiderazione di Levi, oltre che come testimone dell'olocausto, come scrittore ricco di stile e pensiero originale, con suoi testi e conversazioni e saggi su di lui (tra gli altri di Eraldo Affinati, Claudio Magris, Giovanni Raboni, Mario Rigoni Stern, George Steiner ecc.)
- 14: «Alì Babà». Progetto di una rivista 1968-72, a cura di Mario Barenghi e Marco Belpoliti (1998)

Appunti e lettere tra Italo Calvino, Gianni Celati, Carlo Ginzburg, Enzo Melandri e Guido Neri che volevano fondare una rivista che poi non si fece.
- 15: John Cage, a cura di Gabriele Bonomo e Giuseppe Furghieri (1998)

Con un'antologia di suoi testi, conversazioni e estratti dalla corrispondenza, oltre a saggi (tra altri, di Jean-François Lyotard, Octavio Paz, Alessandro Carrera ecc.)
- 16: Vladimir Nabokov, a cura di Maria Sebregondi e Elisabetta Porfiri (1999)

Numero celebrativo nel centenario della nascita, con saggi centrati sulla sua qualità letteraria, sul bilinguismo, sull'esperienza dell'esilio e sulla sua ironia (includendo anche un racconto di Anthony Burgess, e interventi di Giorgio Manganelli, Stefano Bartezzaghi ecc.)
- 17: Italia due, a cura di Marco Belpoliti e Elio Grazioli (2000)

Tentativo di mappare il territorio letterario e linguistico, con interviste a Alberto Arbasino, Manlio Brusatin, Vincenzo Consolo, Daniele Del Giudice, Mario Lavagetto ecc.
- 18: Alberto Arbasino, a cura di Marco Belpoliti e Elio Grazioli (2001)

Testi e conversazioni (con Nello Ajello, Furio Colombo ecc.), oltre a una ricca antologia di recensioni e articoli sulla sua opera.
- 19: Constantin Brâncuși, a cura di Elio Grazioli (2001)

Materiali sulla figura e l'opera dello scultore, con una sua scelta di aforismi e un estratto del processo contro gli Stati Uniti per il riconoscimento dei propri "pezzi" come opere d'arte, Testimonianze (tra cui quella di Ezra Pound) e studi (tra cui quelli di Rosalind Krauss e John Berger).
- 20: Milan Kundera, a cura di Massimo Rizzante (2002)

Esplorazione tematica e studi (di Louis Aragon, Salman Rushdie, Philip Roth, Carlos Fuentes, Leonardo Sciascia, Eugène Ionesco, John Updike, Ian McEwan, Pietro Citati e altri).
- 21: «Gulliver». Progetto di una rivista internazionale, a cura di Anna Panicali (2003)

Materiali sulla rivista immaginata alla fine degli anni cinquanta da un gruppo di scrittori italiani (tra cui Elio Vittorini, Pier Paolo Pasolini e Italo Calvino), francesi (tra cui Maurice Blanchot, Roland Barthes e Jean Starobinski) e tedeschi (tra cui Hans Magnus Enzensberger e Ingeborg Bachmann) che, nonostante il forte richiamo all'impegno politico, non è mai uscita.
- 22: Francis Picabia, a cura di Elio Grazioli (2003)

Articoli e ricordi dell'artista "sfuggente e imprendibile", da Philippe Soupault, Robert Desnos, André Breton, ecc.
- 23: Roger Caillois, a cura di Ugo M. Olivieri (2004)

Scritti e conversazioni, con articoli di Walter Benjamin, Georges Bataille, Maurice Blanchot, Edmond Jabès, Emil Cioran ecc.
- 24: Saul Steinberg, a cura di Marco Belpoliti e Gianluigi Ricuperati (2005)

Articoli sull'illustratore (tra gli altri di Harold Rosenberg, Roland Barthes, Ernst Gombrich, Saul Bellow ecc.) nel quadro del secolo.
- 25: Giorgio Manganelli, a cura di Marco Belpoliti e Andrea Cortellessa (2006)

Scritti, anche inediti, e articoli su di lui di Tiziano Scarpa, Michele Mari, Emanuele Trevi e molti altri.
- 26: Piero Camporesi, a cura di Marco Belpoliti (2008)

Scritti e conversazioni, con ricordi di colleghi e studenti dell'università di Bologna dove insegnava e saggi valutativi ed ermeneutici sulla sua opera (tra gli altri di Carlo Ossola, Giancarlo Mazzacurati, Maria Corti, Guido Almansi ecc.)
- 27: Pop Camp, a cura di Fabio Cleto (2008)

Numero doppio di oltre 600 pagine su dandismo, kitsch, ironia e deformazione del mondo della Pop art.
- 28: Gianni Celati, a cura di Marco Sironi e Marco Belpoliti (2008)

Quasi un'autobiografia illustrata, con estratto dalla prima versione di Comiche, ricostruzione di viaggi e altri scritti originali e critici su di lui.
- 29: Kurt Schwitters, a cura di Elio Grazioli (2009)

Ricostruzione della personalità artistica e articoli sul maestro del riciclo, della trasformazione in arte di quello che gli altri buttano, soprattutto sui collage di stampo dadaista e surrealista che anticipano la Pop art.
- 30: Roland Barthes, a cura di Marco Consolini e Gianfranco Marrone (2010)

Articoli di critica (tra cui i ricordi a firma di Alberto Arbasino, Giulio Carlo Argan, Stefano Bartezzaghi, Italo Calvino, Hubert Damisch, Georges Didi-Huberman, Umberto Eco, Paolo Fabbri, Valerio Magrelli, Gianfranco Marrone, Alain Robbe-Grillet e Susan Sontag) e antologia di scritti di Roland Barthes.
- 31: Furio Jesi, a cura di Marco Belpoliti ed Enrico Manera (2010)

Con articoli di Giorgio Agamben, Cesare Cases, Giorgio Cusatelli, Georges Dumézil, Michele Cometa, Ferruccio Masini, Giulio Schiavoni, Gianni Vattimo, Franco Volpi, ricostruzione biografica di Enrico Manera e un'antologia dello studioso.
- 32: John Berger, a cura di Maria Nadotti (2012)

Antologia di articoli del critico d'arte, con conversazioni, ricordi e articoli (tra cui alcuni di Salman Rushdie, Geoff Dyer, Davide Ferrario, Remo Ceserani, Marco Belpoliti e Arundhati Roy).
- 33: Andy Warhol, a cura di Elio Grazioli (2013)
- 34: Le scarpe di Van Gogh, a cura di Riccardo Panattoni e Elio Grazioli (2014)
- 35: Michel Serres, a cura di Mario Porro e Gaspare Polizzi (2015)
- 36: Goffredo Parise, a cura di Marco Belpoliti e Andrea Cortellessa (2016)

Con articoli, tra gli altri, di Andrea Bajani, Giuseppe Montesano, Vitaliano Trevisan, Emanuele Trevi, inediti di Parise (tra cui un carteggio con Italo Calvino) e un'antologia di recensioni dal 1951 al 2013.
- 37: Maurice Blanchot, a cura di Giuseppe Zuccarino (2017)

Con testi di Edmond Jabès, René Char, Emmanuel Lévinas, Pierre Klossowski, Georges Bataille, Jean Starobinski, Jacques Derrida, Jean-Luc Nancy, Georges Didi-Huberman e lo stesso Maurice Blanchot, e con interventi critici nuovi.
- 38: Primo Levi, a cura di Mario Barenghi, Marco Belpoliti e Anna Stefi (2018)
- 39: Maurizio Cattelan, a cura di Elio Grazioli e Bianca Trevisan (2019)
- 40: Gianni Celati, a cura di Marco Belpoliti, Marco Sironi e Anna Stefi (2019)

Riprende e amplia il n. 28.
- 41: Kitsch, a cura di Marco Belpoliti e Gianfranco Marrone (2020)
- 42: Max Ernst, a cura di Elio Grazioli e Andrea Zucchinali (2020)
- 43: Saul Steinberg, a cura di Marco Belpoliti, Gabriele Gimmelli e Gianluigi Ricuperati (2021)
- 44: Giorgio Manganelli, a cura di Marco Belpoliti e Andrea Cortellessa (2022)

Riprende e amplia il n. 25.
- 45: Giulia Niccolai, a cura di Marco Belpoliti, Alessandro Giammei e Nunzia Palmieri (2023)
- 46: Arne Næss, a cura di Franco Nasi e Luca Valera (2023)
- 47: Giuliano Scabia, a cura di Angela Borghesi e Massimo Marino e Laura Vallortigara (2024)